# Sofía Amara
Sofía Amara (Casablanca,  25 de mayo de 1968) es una periodista y directora de cine franco-marroquí.

## Biografía
Amara nació en Casablanca en 1968. Se licenció en Ciencias Políticas en la Universidad de Jordania y en el IEP de París en 1996. Amara comenzó su carrera profesional como corresponsal en Oriente Próximo para diversos canales y emisoras de radio. Cubrió acontecimientos como la primera Intifada palestina, la invasión de Kuwait por Irak y el regreso de Yasser Arafat a Gaza.
Amara informó sobre la Primavera Árabe en Egipto y fue encarcelada dos veces junto a manifestantes en El Cairo. Ha producido documentales sobre la guerra civil siria desde su inicio en 2011. En 2014, la periodista publicó el libro Infiltrée dans l'enfer syrien : du Printemps de Damas à l'Etat islamique en el que proponía que el Estado Islámico de Irak y el Levante (ISIL) era en realidad un aliado objetivo de Bashar al Assad. Tras la liberación de Mosul en 2017, Amara se convirtió en una de las primeras mujeres periodistas en entrar en la ciudad con el ejército iraquí.
En 2017, dirigió el documental The Lost Children of the Caliphate  (Los niños perdidos del Califato), que mostraba cómo a niños de tan solo ocho años se les lavaba el cerebro y recibían entrenamiento armamentístico, y que recibió el Premio AMADE en el Festival de Televisión de Montecarlo. En 2018, Amara publicó el libro Bagdadi, el Califa del Terror. Contenía sus entrevistas con la exmujer y la hija de Abu Bakr al-Baghdadi, líder del ISIL. El libro examinaba el ascenso al poder de al-Baghdadi y sus efectos en el mundo.
Amara trabaja desde Beirut. En 2019, criticó al presidente de Estados Unidos, Donald Trump, por no tener una política para Oriente Medio e ignorar los abusos de los gobiernos árabes. Amara afirmó que la conclusión más preocupante de la Primavera Árabe era que "hay gestores de crisis que actúan en función de sus propios intereses, que a menudo cambian y a veces están mal calculados".

## Filmografía
- 2011: Syrie, dans l'enfer de la répression (guionista/directora)
- 2011: Le grand journal de Canal+ (TV series)
- 2011-2013: Spécial investigation (TV series, directora)
- 2012: Syrie, au cœur de l’armée libre (directora)
- 2013: Le renégat (The renegade) (directora)
- 2014: L'invité (TV series)
- 2017: Enquête exclusive (TV series, directora)
- 2017: The Lost Children of the Caliphate (directora)
- 2019: C à vous (TV series)
- 2019: Al-Baghdadi, les secrets d'une traque (directora)